# Correa glabra
Correa glabra (Rock Correa) es un arbusto de gran tamaño que es endémico de Australia.
Crece hasta unos 2.7 metros de altura. Las hojas elípticas tienen de 1 a 4 cm de largo y de 5 a 17 milímetros de ancho. Las flores se producen principalmente en abril y mayo en la gama nativa de la especie, pero pueden también aparecer esporádicamente a lo largo de todo el año.

## Taxonomía
Esta especie fue descrita formalmente por vez primera en 1838 por el botánico John Lindley en la obra Three Expeditions into the interior of Eastern Australia .
Se le reconocen las siguientes subespecies :
- Correa glabra Lindl. var. glabra
- Correa glabra var. leucoclada (Lindl.) Paul G.Wilson
- Correa glabra var. turnbullii (Ashby) Paul G.Wilson (syn. Correa schlechtendalii Behr)

## Cultivo
Correa glabra puede ser utilizado como arbusto bajo de apantallamiento o como planta contenedora, y atraerá pájaros al  jardín. Crecerá en una variedad de suelos tanto en exposiciones soleadas o parcialmente sombreadas y soporta bien las heladas. Puede ser mantenido en una forma compacta quitando los nuevos brotes.
La Australian Cultivar Registration Authority tiene registrados una serie de cultivares  entre los que se incluyen:
- Corea glabra var glabra 'Coliban River'  - una forma con follaje denso y compacto seleccionada de una población silvestre cerca del Coliban River en Kyneton (Victoria). Se desarrolla hasta los 1.2 metros tanto en altura como en anchura.[4]
- Correa glabra 'Gold Leaf'[2]
- Correa glabra var. glabra 'Inglewood Gold'  - una forma con flores doradas, seleccionada en 1980, a partir de una población silvestre de Inglewood (Victoria).[5]
- Correa glabra 'Studley Park'